# Wk (rapero)
Roberto Antonio Huicab Torres (2 de mayo de 1989-30 de junio de 2021), más conocido como Wk, fue un rapero, productor, beatmaker y abogado mexicano. Como rapero y beatmaker, tuvo colaboraciones con artistas como Sick Morrison, Logan Hate, Taxi Dee y Zaeg.
Su estilo de rap se caracterizó, más que por la velocidad de gesticulación, por la complejidad de sus letras. Sus influencias musicales iban desde Kase O. hasta Luis Miguel y José José. Del mismo modo, es apreciable en sus letras una fuerte influencia del cine en canciones como Un Hombre, Fénix y Rastro de Cenizas, en las que se hace uso de escenas de películas a modo de sample.

## Inicios
Nacido un 2 de mayo en San Francisco de Campeche, Campeche. El 30 de junio de 2021 falleció a la edad de 32 años.
Sus primeros contactos con el hip hop son en su infancia con el descubrimiento, vía MTV y Telehit, de bandas como Limb Bizkit, Kinto Sol, Cartel de Santa y Molotov. Más tarde, durante su estancia en la preparatoria, comienza a rapear de forma publica en pequeños eventos culturales.
Así, para 2006, forma, junto con algunos amigos, la banda Rapbeteantes, donde descubre y practica su estilo. El mismo año, como parte de sus ejercicios constantes, graba su primer disco.

## Beatmaker y rapero
Ante la falta de presupuesto, luego de su primer disco con Rapbeteantes, le fue imposible seguir grabando temas de calidad por lo que decide dedicarse de lleno a la creación de beats hasta poder hacerse de un equipo decente.
Durante esta época, que va del 2006 al 2010, Wk comienza a hacerse un nombre dentro de la escena. Conoce y colabora, entre otros, con raperos ahora consagrados dentro del ámbito mexicano como Tino el Pingüino y Eptos Uno, siendo este último quién lo invitaría a formar parte del colectivo de rap Never Die, donde también conocería a figuras como Mike Díaz y Yoga Fire.
Cerca del 2010, ya con las herramientas necesarias, deja la creación de beats para terceros y comienza a grabar sus propios temas. Así, en ese año, lanza su primer disco de estudio titulado Rastro de Cenizas, con 17 canciones.
En 2012 lanza Trópico de Cáncer, su segundo “larga duración” compuesto por 23 tracks. Este es su trabajo más aclamado.
Luego de algunos años en los que pausó su carrera musical para concluir una maestría en derecho, en 2017 regresa con Síndrome del Péndulo. Trópico de Cáncer II es su último disco. Fue publicado el 2 de mayo de 2021, en su cumpleaños.

## Discografía
- Rastro de cenizas (2010)
- Trópico de Cáncer (2012)
- Síndrome del Péndulo (2017)
- Trópico de Cáncer II (2021)

## Trilogía Rastro de Cenizas-Trópico de Cáncer-Síndrome del Péndulo
Los primeros tres discos que el rapero lanza de manera oficial conforman una trilogía cuyo hilo conductor es el título respectivo de cada uno.
La historia comienza en 2009, un año antes del lanzamiento del primer disco. En esta época Wk fumaba demasiado, por lo que decide adoptar Rastro de Cenizas como metáfora de aquello que se hace para dañarse a uno mismo.

Más tarde Trópico de Cáncer sería el título de su segundo álbum. El motivo resulta de la pregunta:
“¿Qué pasa si fumas mucho? Llegas al Trópico de Cáncer. No digo ‘te da cáncer’. Te da cáncer si fumas mucho. Entonces, ¿hacia dónde te lleva el rastro de cenizas? Te lleva al Trópico de Cáncer”.
Finalmente:
"Síndrome del Péndulo es algo que sufres cuando llegas al Trópico de Cáncer. Porque para mí el Trópico de Cáncer es un lugar en donde estás en paz […] Es algo que te da estando ahí, porque a pesar de tú poder ser millonario y lo que sea, siempre va a haber esas dualidades […] Cuando lo estaba haciendo, el disco, o sea, por la mañana soy licenciado pero al mismo tiempo […] estoy haciendo música".

## Trópico de Cáncer II
Las segundas partes, representadas con un “II” tanto en el nombre del disco como en algunas canciones dentro del mismo, más que hacer alusión a una igualdad o complicidad con sus predecesoras, significan una nueva oportunidad de enmendar errores pasados. Así, lo que Wk hace con su último disco es intentar demostrar lo mucho que ha progresado como rapero, beatmeaker y músico en general.

## Fallecimiento
La noticia de su fallecimiento fue confirmada por su esposa mediante una publicación de Facebook.La causa no está clara pero se especula que fue por complicaciones de COVID-19.